# こども防災協会
こども防災協会（こどもぼうさいきょうかい、英語: Children’s Disaster Prevention Association）は、主に小学生を対象にしたこども防災キャンプ等を実施している任意団体。（代表：鹿島美織）

## 概要

### 活動内容
日本国内の小学生を対象に全国規模で防災キャンプや防災ワークショップなどを実施。 災害支援の傍ら、小学校への出前授業やワークショップ、講演等も行っている。

### 防災キャンプの実施都道府県
北海道、宮城県、山形県、福島県、茨城県、千葉県、東京都、神奈川県、京都府、大阪府、兵庫県、奈良県、和歌山県、広島県、岡山県、福岡県、大分県、熊本県、佐賀県、鹿児島県、宮崎県。 令和6年能登半島地震を受けて、2024年から石川県、福井県、富山県での活動及び防災キャンプを開始。

### 会員数
児童3,000名程度。外国人ボランティアは1,000名程度（2024年9月末）。

### 特色
自然災害に加えて戦争やテロなどの人災を含めて「災害」と捉えており、多文化育成・共生も重視。 こども防災&国際交流キャンプを実施しており、各キャンプのボランティアは多くが外国人。

### 設立者・代表者
こども防災協会 鹿島美織（Miori Kashima）

### 所在地
所在地：宮城県石巻市
活動拠点：東京都荒川区、大阪府吹田市、千葉県松戸市、大分県佐伯市

## 歴史
鹿島美織（Miori Kashima）が東日本大震災で個人ボランティアとして宮城県石巻市を訪れたことを契機に、ボランティア団体であるぐるぐる応援団を設立。避難所でのこども支援や移動支援などを中心に活動を本格化させた。仮設住宅等でのこどものあそび場も開催していたが、仮設住宅が終焉する時期に地元のボランティアや被災経験者と共に、こども防災協会設立準備委員会を編成。2017年3月11日にこども防災協会を設立し、防災のワークショップや語りつぎ等の活動を開始した。